# Jiecun (sockenhuvudort i Kina, Yunnan Sheng, lat 27,36, long 102,98)
Jiecun är en sockenhuvudort i Kina. Den ligger i provinsen Yunnan, i den sydvästra delen av landet, omkring 260 kilometer norr om provinshuvudstaden Kunming. Antalet invånare är 18 029. Befolkningen består av 8 346 kvinnor och 9 683 män. Barn under 15 år utgör 26,0 %, vuxna 15-64 år 65 %, och äldre över 65 år 7,0 %.
Runt Jiecun är det ganska tätbefolkat, med 149 invånare per kvadratkilometer. Närmaste större samhälle är Shanjiao, 9,2 km öster om Jiecun. I omgivningarna runt Jiecun växer huvudsakligen savannskog.
Genomsnittlig årsnederbörd är 1 022 millimeter. Den regnigaste månaden är juli, med i genomsnitt 230 mm nederbörd, och den torraste är december, med 5 mm nederbörd.